# Bawating
Bawating (Pauwetiig, Bahweting) /na jeziku chippewa = the Gathering Place/ skupina Chippewa Indijanaca i njihovo istoimeno selo kod Sault Ste. Marie u Michiganu, koje su Francuzi preimenovali u Sault de Sainte Marie. Kasnije su postali poznatiji pod nazivima Saulteurs, Saulteaux i slično. Danas čine dio nacije Sault Ste. Marie Tribe of Chippewa Indians.

## Vanjske poveznice
- Pauwetiig at the Eastern End of the People's Great Water  Arhivirana inačica izvorne stranice od 25. srpnja 2008. (Wayback Machine)